# Dichtelbach

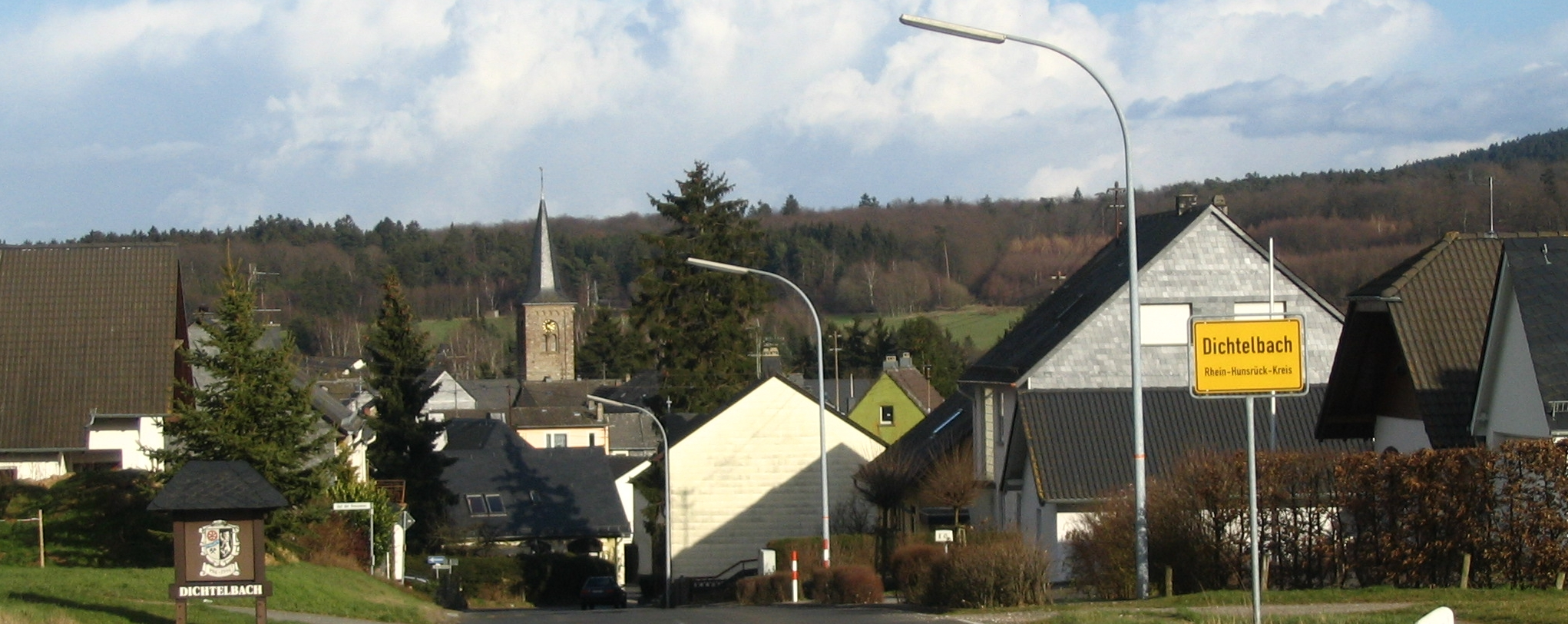
Ansicht von Westen

Dichtelbach ist eine Ortsgemeinde im Rhein-Hunsrück-Kreis in Rheinland-Pfalz. Sie gehört der Verbandsgemeinde Simmern-Rheinböllen an.

## Geographie
Dichtelbach liegt im östlichen Hunsrück, zwischen der Bundesautobahn 61 und dem Binger Wald.
Das Dorf liegt an einer alten Römerstraße, der sogenannten Ausoniusstraße, die von Trier nach Bacharach führte. Der Ort leitet seinen Namen vom Dichtelbach ab, der zwischen Rheinböllen und Rheinböllerhütte in den Guldenbach mündet.
Eigentlich leitet sich der Name von Dadilebach ab, was so viel wie Feuerbach bedeutet. Feuerbach wurde es aufgrund der vielen Holzkohlemeiler am Wald genannt.
Zu Dichtelbach gehört auch der Wohnplatz Heidehof.

## Geschichte
Dichtelbach wurde erstmals im Jahre 996 urkundlich erwähnt. Landesherren waren die Herzöge von Pfalz-Simmern und ab 1673 die Kurfürsten von der Pfalz.
Mit der Besetzung des Linken Rheinufers 1794 durch französische Revolutionstruppen wurde der Ort französisch, 1815 wurde er auf dem Wiener Kongress dem Königreich Preußen zugeordnet.
Seit 1946 ist der Ort Teil des damals neu gebildeten Landes Rheinland-Pfalz.
Ab dem 20. Mai 1963 wurde auf der Nordseite des Kandrich von den US-Streitkräften eine Flugabwehreinheit mit Nike-Hercules-Raketen stationiert. Am Fuße des Kandrich entstand eine Raketenstation, in etwa der Mitte des Berges ein Kasernengebäude und auf dem Bergkopf eine Radarstation. Diese Einheit wurde außer Dienst gestellt und die komplette Anlage im Oktober 1982 geschlossen.
Von 1986 bis 1991 wurden auf dem Kandrich von der U.S. Army MIM-104 Patriot-Flugabwehrraketen zum Schutz der neu entstandenen Wüschheim Air Station stationiert. Davon zeugt bis heute eine Baracke im Wald und acht hufeisenförmige Schutzwälle auf dem Kandrich, wo heute drei Windkraftanlagen stehen.
Mit Ende des Kalten Krieges wurde die Militäreinrichtung auf dem Kandrich aufgegeben. Die Kaserne und die Raketenstation wurde als Mobilmachungsstützpunkt der Bundeswehr umgebaut und von dieser bis 2006 genutzt.
Bevölkerungsentwicklung
Die Entwicklung der Einwohnerzahl von Dichtelbach, die Werte von 1871 bis 1987 beruhen auf Volkszählungen:
| Jahr | Einwohner |
| ---- | --------- |
| 1815 | 366       |
| 1835 | 499       |
| 1871 | 495       |
| 1905 | 474       |
| 1939 | 371       |

| Jahr | Einwohner |
| ---- | --------- |
| 1950 | 436       |
| 1961 | 418       |
| 1970 | 436       |
| 1987 | 511       |
| 1997 | 682       |

| Jahr | Einwohner |
| ---- | --------- |
| 2005 | 692       |
| 2011 | 674       |
| 2017 | 646       |
| 2023 | 645       |

## Politik

### Bürgermeister
Kevin Keber ist seit dem 10. Dezember 2020 Ortsbürgermeister von Dichtelbach.